# Anadara gibbosa

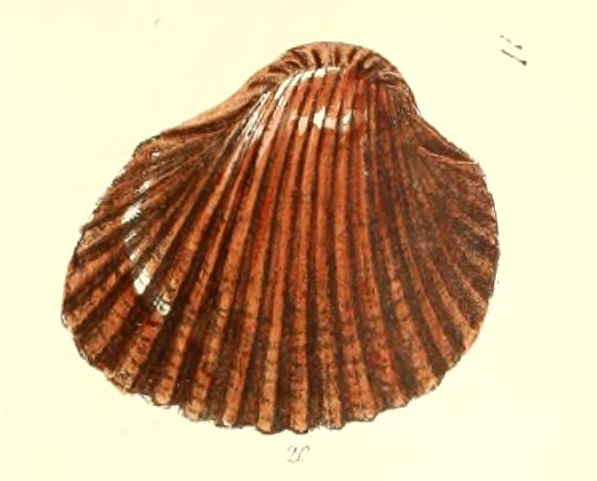
Originalabbildung von Reeve, 1844: Taf. 4, Fig. 20

Anadara gibbosa ist eine Muschel-Art aus der Familie der Archenmuscheln (Arcidae) in der Ordnung der Arcida. Sie kommt im östlichen Atlantik und im Mittelmeer vor.

## Merkmale
Das gleichklappige, stark geblähte Gehäuse ist im Umriss eiförmig und wird bis 7 cm lang, meist aber nur 3 bis 4 cm. Der Dorsalrand ist gerade und geht mit einem stumpfen Winkel in den gerundeten Hinterrand über. Der Winkel, den Dorsalrand und Vorderrand bilden ist etwas steiler. Der Umbo ist leicht in die vordere Hälfte verschoben, die Wirbel sind deutlich nach vorne eingedreht und kommen sich nahe.
Der obere Rand der Schlossplatte ist gerade, der untere Rande leicht konkav gebogen. Das Schloss ist taxodont. Die Zähnchen werden nach außen zunehmend länger und divergieren nach außen. Das Ligament liegt mittig zwischen den Wirbeln. Die zwei Schließmuskeln sind annähernd gleich groß.
Die Schale ist weiß und festschalig. Meist sind nur noch Reste des braunen bis gelben Periostracum vorhanden. Die Ornamentierung besteht aus 25 bis 27 radialstrahligen Rippen. Die Rippen sind schmal, gerundet und in den Schnittstellen mit kräftigeren Anwachslinien auch knotig verdickt. Innen ist die Schale meist bräunlich bis violett gefärbt.
Rechte und linke Klappe des gleichen Tieres:

Rechte Klappe
Linke Klappe

## Geographische Verbreitung und Lebensraum
Das Verbreitungsgebiet der Art reicht im östlichen Atlantik von Südportugal bis nach Angola. Sie kommt auch in den küstennahen Gewässern im Mittelmeer, auf den Kanarischen Inseln und den Kapverdischen Inseln vor.
Die Tiere leben von ca. 5 Meter bis 500 Meter Wassertiefe (22 bis 240 m) halb eingegraben in schlickigen und sandigen Böden. Es sind Filtrierer, die sich von Kleinstorganismen ernähren.
Yeşim Büyükmerıç et al. (2018) beschrieben die Art aus der unterpliozänen Samandağ-Formation der Türkei.

## Taxonomie
Das Taxon wurde 1844 von Lovell Augustus Reeve als Arca gibbosa aufgestellt. Es wird heute einheitlich zur Gattung Anadara Gray, 1847 gestellt. MolluscaBase verzeichnet folgende Synonyme: Arca polii Mayer, 1868, Arca sphaerica Kobelt, 1888 und Arca talismani Locard, 1898. Markus Huber nimmt an, dass die Typlokalität im Mittelmeer lag.